# Heybridge Swifts FC
Heybridge Swifts FC (celým názvem: Heybridge Swifts Football Club) je anglický fotbalový klub, který sídlí ve vesnici Heybridge v nemetropolitním hrabství Essex. Založen byl v roce 1880. Od sezóny 2018/19 hraje v Isthmian League North Division (8. nejvyšší soutěž). Klubové barvy jsou černá a bílá.
Své domácí zápasy odehrává na stadionu Scraley Road s kapacitou 3 000 diváků.

## Úspěchy v domácích pohárech
Zdroj: 
- FA Cup
  - 1. kolo: 1994/95, 1997/98, 2002/03, 2017/18
- FA Trophy
  - Čtvrtfinále: 1996/97
- FA Vase
  - 5. kolo: 1986/87

## Umístění v jednotlivých sezonách
Stručný přehled
Zdroj: 
- 1971–1984: Essex Senior League
- 1984–1990: Isthmian League (Second Division North)
- 1990–1996: Isthmian League (First Division)
- 1996–2009: Isthmian League (Premier Division)
- 2009–2018: Isthmian League (Division One North)
- 2018– : Isthmian League (North Division)

Jednotlivé ročníky
Zdroj: 
Legenda: Z – zápasy, V – výhry, R – remízy, P – porážky, VG – vstřelené góly, OG – obdržené góly, +/- – rozdíl skóre, B – body, červené podbarvení – sestup, zelené podbarvení – postup, fialové podbarvení – reorganizace, změna skupiny či soutěže
| Sezóny  | Liga                                 | Úroveň | Z  | V  | R  | P  | VG  | OG | +/- | B  | Pozice |
| ------- | ------------------------------------ | ------ | -- | -- | -- | -- | --- | -- | --- | -- | ------ |
| 2009/10 | Isthmian League (Division One North) | 8      | 42 | 21 | 8  | 13 | 67  | 56 | +11 | 71 | 6.     |
| 2010/11 | Isthmian League (Division One North) | 8      | 40 | 17 | 10 | 13 | 81  | 59 | +22 | 61 | 9.     |
| 2011/12 | Isthmian League (Division One North) | 8      | 42 | 15 | 7  | 20 | 59  | 64 | -5  | 52 | 16.    |
| 2012/13 | Isthmian League (Division One North) | 8      | 42 | 21 | 10 | 11 | 102 | 55 | +47 | 73 | 6.     |
| 2013/14 | Isthmian League (Division One North) | 8      | 46 | 28 | 9  | 9  | 108 | 59 | +49 | 93 | 3.     |
| 2014/15 | Isthmian League (Division One North) | 8      | 46 | 17 | 11 | 18 | 70  | 75 | -5  | 62 | 12.    |
| 2015/16 | Isthmian League (Division One North) | 8      | 46 | 12 | 8  | 26 | 59  | 87 | -28 | 44 | 20.    |
| 2016/17 | Isthmian League (Division One North) | 8      | 46 | 13 | 12 | 21 | 64  | 81 | -17 | 51 | 21.    |
| 2017/18 | Isthmian League (Division One North) | 8      | 46 | 26 | 9  | 11 | 105 | 53 | +52 | 87 | 5.     |
| 2018/19 | Isthmian League (North Division)     | 8      | 38 |    |    |    |     |    |     |    |        |